# Incendi nella Penisola iberica del 2017
Gli incendi nella Penisola iberica del 2017 sono stati una serie di incendi boschivi scoppiati in Spagna e Portogallo.
Gli incendi hanno causato 49 morti (di cui 45 portoghesi e 4 spagnole) e 91 feriti.

## Gli incendi
Il primo incendio è scoppiato il 13 ottobre 2017 in Galizia, ed è cresciuto nei giorni successivi con il passaggio dell'uragano Ophelia.

## Cause
I roghi sembrano essere di natura dolosa.

## Reazioni
Diverse istituzioni statali, tra cui il presidente del governo, Mariano Rajoy, hanno espresso vicinanza alle località colpite.
L'ISIS ha sostenuto che gli incendi fossero una punizione di Allah definendoli "jihadismo forestale".